# الجنيه الكندي
كانت عملة الجنيه الإسترليني (الرمز £) هي وحدة الحساب في المستعمرة الفرنسية كندا أثناء الحكم العسكري البريطاني، ومقاطعة كيبك (1763-1791)، وكندا السفلى والعليا (1791-1841)، ومقاطعة كندا المتحدة (1841-1867)، منذ الغزو البريطاني لفرنسا الجديدة:67حتى استبداله بالدولار الكندي في عام 1858. تقسمت إلى 20 شلنًا (s)، كل منها يساوي 12 بنسًا (d). لم تكن عملة متداولة، حيث لم تصدر أي سلطة نقدية أي عملات معدنية أو أوراق نقدية مقومة بالجنيه الكندي (ولا وحداته الفرعية).:17-20:41
وبدلاً من ذلك، حدد العرف والقانون المحليان أسعار الصرف مقابل العملات الأجنبية، و استخدمت الأموال الأجنبية كوسيلة للتداول. وقد تباينت هذه "التقييمات" بمرور الوقت، ولكن الأكثر استخدامًا خلال هذه الفترة كان "تقييم هاليفاكس"، الذي أنشأ في هاليفاكس، نوفا سكوشا في خمسينيات القرن الثامن عشر، والذي حدد قيمة الدولار الإسباني الواحد بما يعادل خمسة شلنات "عملة هاليفاكس".:13-14ويمثل هذا علاوة قدرها ستة بنسات أكثر من الاختبارات البريطانية التي أجريت تقريبا. 1703 الذي أنشأ متوسط وزن عملة الدولار الإسباني الفضية يساوي 4 شلن و6 بنسات جنيه إسترليني.:19كانت العملات الأجنبية عادة ما يبالغوا في قيمتها بهذه الطريقة من أجل تشجيع تداول العملات:21:12وبالتالي فإن الجنيه الكندي لم يكن على قدم المساواة مع الجنيه الإسترليني البريطاني.

## التاريخ
في أمريكا الشمالية البريطانية كان استخدام الدولارات الإسبانية في المعاملات اليومية أمرًا شائعًا. استوعبت المستعمرات هذه الدولارات الإسبانية في أنظمة محاسبية بالجنيه الإسترليني/الشلن/البنس من خلال تحديد قيمة لها نسبة إلى وحدة الجنيه الإسترليني. حددت كل مستعمرة قيمتها الخاصة، والتي كانت تختلف بشكل كبير: في منتصف القرن الثامن عشر، كانت قيمة الدولار الواحد 4 شلن و6 بنسات في بريطانيا، ولكن 5 شلن في هاليفاكس، و6 شلن في مستعمرات إنجلترا الجديدة، و7 شلن و6 بنسات في بنسلفانيا، و8 شلن في نيويورك.:11-12
على مدار فترة حرب السنوات السبع، ارتفعت نفقات القوات الفرنسية بشكل كبير، وكان لا بد من تمويل المجهود الحربي المستمر من خلال إصدار الحكومة الاستعمارية لأوراق نقدية. أصدرت الحكومة الفرنسية مرسومًا يقضي بتعليق دفع الكمبيالات المسحوبة على الخزانة الاستعمارية في 15 أكتوبر 1759، ولم تصل أنباء ذلك إلى فرنسا الجديدة إلا في يونيو 1760، مما تسبب في حالة من الذعر المالي.:10بعد فشل الفرنسيين في استعادة مدينة كيبك، منع الحاكم العسكري البريطاني، الجنرال جيمس موراي، تداول هذه العملة الورقية البدائية وأدخل عملة هاليفاكس إلى مدينة كيبك.:51, 67بعد أن استولى جيش الجنرال أمهيرست على مونتريال وسقوط فرنسا الجديدة في أيدي القوات البريطانية، قدم أمهيرست أيضًا عملة يورك إلى مونتريال، كما فعل بيرتون في تروا ريفيير، بثمانية شلنات لكل دولار.:67-68عين موراي حاكمًا مدنيًا لمقاطعة كيبك الجديدة في عام 1763، وحدد تصنيفًا منفصلًا بستة شلنات لكل دولار اعتبارًا من الأول من يناير 1765. لم يطبق هذا التصنيف الكيبيكي بشكل صارم، واستمر استخدام تصنيفي هاليفاكس ويورك جنبًا إلى جنب مع التصنيف الجديد حتى ألغي لصالح الاستخدام الرسمي لتصنيف هاليفاكس في جميع أنحاء المقاطعة في عام 1777.:67-74
في عام 1825، صدر مرسوم إمبراطوري بهدف التسبب في تداول العملة المعدنية الإسترليني في المستعمرات البريطانية. وكانت الفكرة هي أن هذا الأمر الصادر عن المجلس من شأنه أن يجعل العملات المعدنية الإسترليني قانونية بسعر صرف قدره 4 شلن و4 بنسات. للدولار الإسباني. كان هذا المعدل غير واقعي في واقع الأمر، وكان له تأثير سلبي تمثل في إخراج ما تبقى من العملات المعدنية الإسترليني المتداولة بالفعل. قدم التشريع التصحيحي في عام 1838 ولكنه لم يطبق على المستعمرات البريطانية في أمريكا الشمالية بسبب الانتفاضات الأخيرة في كندا العليا والسفلى.
في عام 1841، اعتمدت مقاطعة كندا نظامًا جديدًا قائمًا على تصنيف هاليفاكس. كانت العملة الجديدة تساوي 4 دولارات أمريكية (92.88 حبة ذهب)، مما يجعل الجنيه الإسترليني الواحد يساوي جنيهًا إسترلينيًا واحدًا و4 شلنات و4 بنسات كندية. في المقابل، بلغت قيمة الجنيه الكندي الجديد حوالي 16 شلنًا و16s 51⁄4d بنسات جنيه إسترليني. كانت أقدم طوابع البريد الكندية مقيمة بهذه الوحدة من تصنيف هاليفاكس.

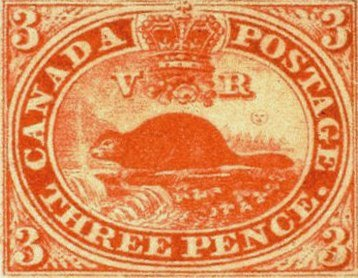
طابع بريدي كندي من فئة 3 بنسات يعود تاريخه إلى عام 1851 بوحدات الجنيه الإسترليني والدولار الأمريكي وفقًا لتصنيف هاليفاكس

كانت فترة الخمسينيات من القرن التاسع عشر عقدًا من الجدل حول ما إذا كان ينبغي تبني نظام نقدي قائم على الجنيه الإسترليني أو نظام نقدي عشري يعتمد على الدولار الأمريكي. كان لدى التجار المحليين، لأسباب عملية تتعلق بالتجارة المتزايدة مع الولايات المتحدة المجاورة، رغبة عارمة في دمج العملة الكندية مع الوحدة الأمريكية، لكن السلطات الإمبراطورية في لندن كانت لا تزال تفضل فكرة أن يكون الجنيه الإسترليني العملة الوحيدة في جميع أنحاء الإمبراطورية البريطانية. في عام 1851، أقر البرلمان الكندي قانونًا يهدف إلى إدخال وحدة الجنيه الإسترليني والدولار الكندي بالتزامن مع العملة الكسرية العشرية. كانت الفكرة هي أن العملات المعدنية العشرية سوف تتوافق مع المبالغ الدقيقة فيما يتعلق بالعملات الكسرية للدولار الأمريكي. ورفضت السلطات في لندن الموافقة على هذا القانون لأسباب فنية، على أمل أن يختاروا عملة الجنيه الإسترليني بدلاً من ذلك. اقترحت عملة بثلاث وحدات عشرية جديدة كحل وسط للهيئة التشريعية الكندية: 10 "مينيم" تساوي 1 "مارك"، و10 "مارك" تساوي 1 شلن، و10 شلن تساوي 1 "رويال". وبالتالي فإن "المارك" كان ليكون قيمته 1 1/5 بنس، وكان "الملكي" ليكون قيمته 2 كراون أو نصف جنيه.
تخلوا عن هذا المزيج المصطنع من العملة العشرية والجنيه الإسترليني، وأدى قانون صادر عن الجمعية التشريعية عام 1853 إلى إدخال معيار الذهب إلى كندا، مع اعتبار الجنيه الإسترليني والشلن والبنسات والدولارات والسنوات قانونية لحفظ الحسابات الحكومية. وقد أكد هذا المعيار الذهبي على قيمة الجنيه الذهبي البريطاني الذي تحدد في عام 1841 عند 1.4 شلن و4 بنسات بالعملة المحلية، والنسر الذهبي الأميركي عند 10 دولارات بالعملة المحلية. في الواقع، أدى هذا إلى إنشاء دولار كندي على قدم المساواة مع الدولار الأمريكي، والجنيه الكندي على قدم المساواة مع الدولار الأمريكي.4.862⁄3 . لم تتوفر أي عملات معدنية بموجب قانون عام 1853، ولكن جعلوا النسور الذهبية والعملات الذهبية والفضية الاسترلينية بمثابة عملة قانونية. وألغيت جميع العملات الفضية الأخرى.
في عام 1857 عدل قانون العملة، مما أدى إلى إلغاء الحسابات بالجنيه الإسترليني واستخدام العملة المعدنية الجنيه الإسترليني كعملة قانونية. وبدلاً من ذلك، قدمت العملات المعدنية العشرية من فئة 1 سنت، و5 سنتات، و10 سنتات، و20 سنتًا في عام 1858 على قدم المساواة مع الدولار الأمريكي، و إصدرت طوابع بريدية بفئات عشرية لأول مرة في عام 1859. ظلت الجنيهات الذهبية البريطانية والعملات الذهبية الأخرى بمثابة عملة قانونية.
وقد اتبعت مقاطعة نيو برونزويك نهج كندا في اعتماد نظام عشري مرتبط بالدولار الأميركي في نوفمبر/تشرين الثاني 1860. كما اعتمدت نوفا سكوشا نظام العشرية والدولار في عام 1860، لكن سكان نوفا سكوشا حددوا قيمة الدولار عند 5 دولارات لكل جنيه ذهبي بدلاً من 10 دولارات لكل جنيه ذهبي.4.862⁄3 .
أدخلت نيوفاوندلاند معيار الذهب بالتزامن مع العملة العشرية في عام 1865، ولكن على عكس مقاطعتي كندا ونيو برونزويك، فقد قررت اعتماد وحدة تعتمد على الدولار الإسباني بدلاً من الدولار الأمريكي، عند 4.80 دولار لكل جنيه ذهبي. وقد أدى هذا بشكل ملائم إلى جعل قيمة 2 سنت من نيوفاوندلاند تساوي بنسًا واحدًا، وفي الواقع جعل قيمة دولار نيوفاوندلاند أعلى قليلاً (1 دولار = 4 شلن و2 بنسات) عن الدولار الكندي (1 دولار = 4 شلن و1.3 بنسات) والدولار النوفا سكوشيا (1 دولار = 4/-). كانت نيوفاوندلاند الجزء الوحيد من الإمبراطورية البريطانية الذي أدخل عملة معيار الذهب الخاصة به: حيث سكت عملة ذهبية بقيمة دولارين في نيوفاوندلاند بشكل متقطع حتى تبنت نيوفاوندلاند النظام النقدي الكندي في عام 1895، في أعقاب انهيار النظام المصرفي في نيوفاوندلاند.
في عام 1867، اتحدت مقاطعات كندا ونيو برونزويك ونوفا سكوشا في اتحاد يسمى دومينيون كندا ودمجت عملاتها الثلاث في الدولار الكندي.
في عام 1871 اعتمدت جزيرة الأمير إدوارد النظام العشري، حيث ربطت الدولار بالدولار الأمريكي والكندي، وأدخلت عملات معدنية بقيمة سنت واحد. إلا أن عملة جزيرة الأمير إدوارد اندمجت في النظام الكندي بعد ذلك بوقت قصير عندما انضمت إلى كندا عام 1873.

## العملات المعدنية

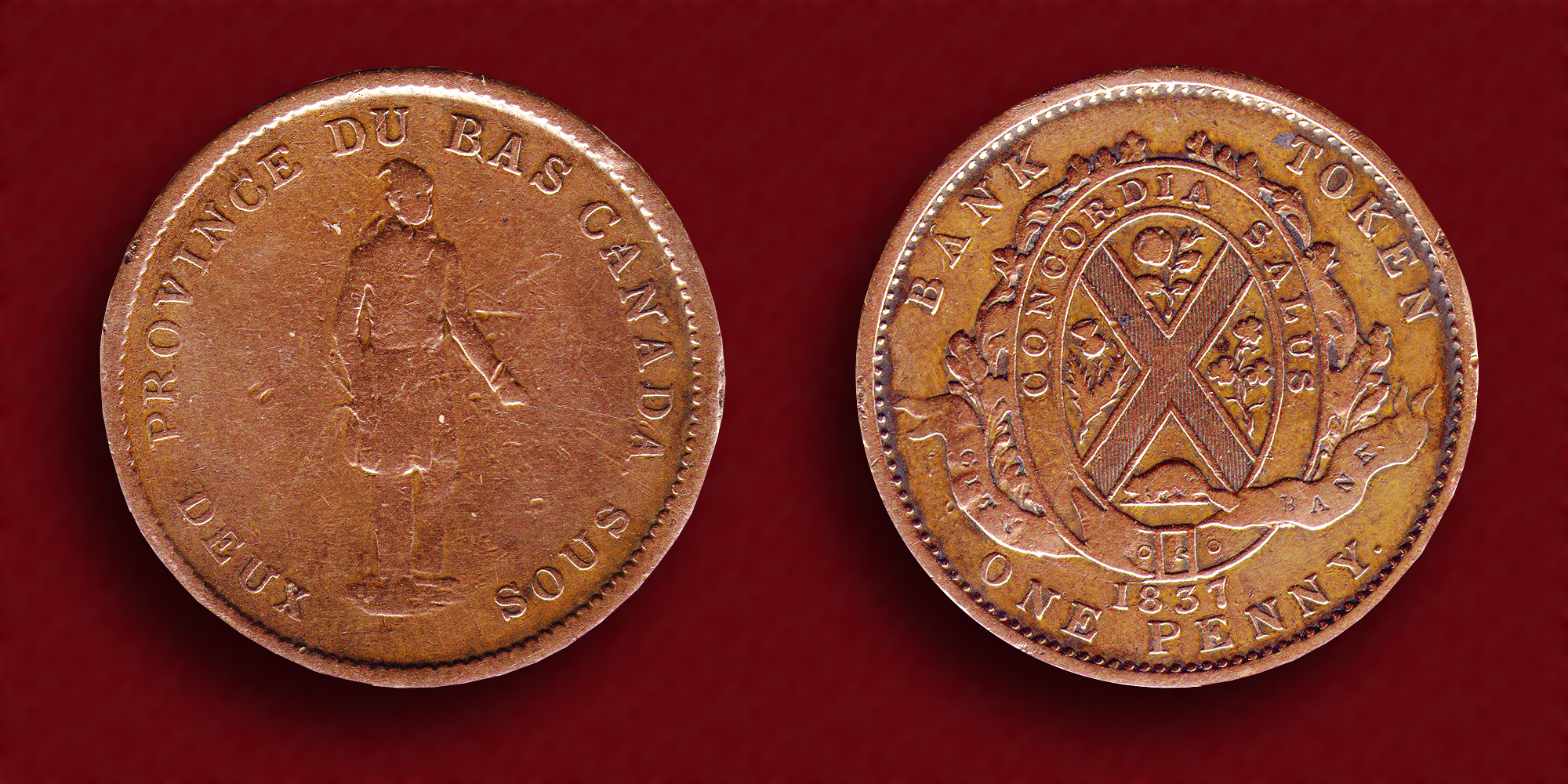
عملة رمزية بقيمة 1 د (2 سوس) أصدرها بنك المدينة في كندا السفلى عام 1837

أصدرت كل من كندا العليا ( كندا الغربية، جنوب أونتاريو الحديثة) وكندا السفلى ( كندا الشرقية، جنوب كيبك الحديثة) عملات نحاسية. بين عامي 1835 و1852، أصدر بنك مونتريال وبنك الشعب وبنك المدينة وبنك كيبيك عملات ورقية بقيمة 1 و2 ساو (1⁄2رموز د و 1 د) للاستخدام في كندا السفلى. أصدر بنك كندا العليا1⁄2عملات معدنية د و 1 د بين عامي 1850 و 1857.

## الأوراق النقدية
على الأوراق النقدية الصادرة عن البنوك المعتمدة، إصدرت فئات بالدولار والجنيه الإسترليني/الشلن، حيث كان 1 جنيه إسترليني = 4 دولارات و1 دولار = 5/– = 120 سوس = 6 ليفر فرنسي. أصدرت العديد من البنوك أوراقًا نقدية، بدءًا من بنك مونتريال في عام 1817. الفئات المتضمنة 5/–، 10/–، 15/–، 1 جنيه إسترليني، جنيه إسترليني11⁄4 ، جنيه إسترليني21⁄2 ، 5 جنيهات إسترلينية، جنيه إسترليني121⁄2 و 25 جنيهًا إسترلينيًا. بالإضافة إلى ذلك، إصدرت أوراق نقدية صغيرة القيمة، "أوراق نقدية" في عام 1837، من قبل بنك كيبك، في فئات 6 بنسات (12 سوس)، ودولار1⁄4 (30 سوس، 1 شلن و3 بنسات) و$1⁄2 (60 سوسا، 2 شلن و6 بنسات)، ومن بنك أرمان، في فئات 5 بنسات، و10 بنسات، و15 بنسًا (10، و20، و30 سوسا).